# Art Harris
Arthur Carlos Harris Jr. (ur. 13 stycznia 1947, zm. 13 października 2007 w San Francisco) – amerykański koszykarz, występujący na pozycji rozgrywającego i rzucającego obrońcy.

## Osiągnięcia
NCAA
- Zaliczony do:
  - I składu All-AAWU (1966)
  - składu All-Pac 8 (1966)[1]
  - Galerii Sław Sportu Stanford (1968)[1]

NBA
- Wybrany do I składu debiutantów NBA (1969)[2]
- Lider NBA w liczbie dyskwalifikacji (1969)[3]